# Marg Moll
Marg Moll, all'anagrafe Margarethe Haeffner (Mühlhausen/Thüringen, 2 agosto 1884 – Monaco, 15 marzo 1977) è stata una pittrice e scultrice tedesca.

## Biografia
Nata a Mühlhausen/Thüringen nel 1884, Marg Moll studiò allo Stadelsches Institut di Francoforte sul Meno dal 1903 al 1905, per poi perfezionarsi come pittrice in Baviera sotto la supervisione di Oskar Moll, suo futuro marito. Studiò inoltre scultura a Francoforte sul Meno sotto la supervisione di Louise Schmidt, mentre tra il 1906 e il 1907 proseguì gli studi a Berlino con Lovis Corinth.
Tra il 1907 e il 1908 studiò all'Académie Matisse a Parigi, per poi fondare con il marito la Matisse School – sempre a Parigi – per insegnare e promuovere l'estetica modernistica e, in particolare, lo stile e l'opera di Henri Matisse, che conobbe personalmente nel 1908 e che la ritrasse. In questo periodo iniziò anche a lavorare con lo stesso Matisse, specializzandosi come scultrice. Bollata come artista degenerata dai nazisti negli ultimi anni trenta, la Moll e il marito trascorsero la seconda guerra mondiale nella loro casa a Berlino, distrutta nel 1943 (insieme a molte delle loro numerose opere di Matisse, Fernand Léger, Georges Braque e Picasso) dai bombardamenti alleati. Rimasta vedova nel 1947, trascorse gli ultimi anni della sua vita tra Monaco e Düsseldorf. I Moll ebbero due figli: Melita, nata nel 1908, e Brigitte, nata nel 1918.

## Tecnica
Marg Moll dipinse e scolpì assiduamente per tutta la sua vita e il suo stile si evolse e mutò nel tempo, partendo da uno stile figuratico simile a quello di Matisse fino ad arrivare a forme più moderne nello stile di Constantin Brâncuși. Il suo stile incorporava forme e tecniche di diversi movimenti e scuole tedesche, dall'espressionismo alla Bauhaus.